# Johannes Petrus Nouwens
Johannes Petrus Nouwens (Klundert, 2 januari 1875 - Merano, 20 januari 1968) was norbertijn, medeoprichter en adviseur van de R.K.Middenstandsvereniging "De Hanze" en bedenker van de Hanzebank. Vanaf 1910 was Nouwens procurator-generaal van de Orde der Norbertijnen te Rome. Hij trad in 1923 na onenigheid en geruchten uit de orde en woonde dan met zijn levenspartner Mary Ann van Hoytema in Merano waar hij werkte aan het ontwikkelen van het toerisme in Zuid-Tirol.

## Familie
Nouwens is de zoon van Petrus Nouwens (1842-1877) en Adriana van Elewout (1835-1920).

## Heeswijk en de middenstand
Nouwens studeerde eerst in Turnhout en daarna op het college te Berne in Heeswijk. In 1893 trad hij in in de Abdij van Berne van de orde van de Norbertijnen. Zijn kloosternaam was Josephus. In 1897 ging hij als eerste abdijlid te Rome studeren, hier werd hij ook in 1899 tot priester gewijd. In 1901 promoveerde hij bij de Pauselijke Gregoriaanse universiteit in Rome in de theologie.
Na op de opleiding te Heeswijk docent te zijn geweest, startte hij op verzoek van mgr. W. van der Ven in het sociale werk als adviseur van de Katholieke Middenstandsvereniging in het bisdom van 's-Hertogenbosch. De eerste algemene vergadering van “De Hanze” werd belegd op 25 april 1902. Bij de oprichting van de andere diocesane bonden en plaatselijke afdelingen was hij steeds betrokken. Ook was hij hoofdredacteur van het orgaan “De  Hanzebode”.
In 1903 was hij medeoprichter van het Institut International pour l’Etude de Problème de Classes Moyennes te Brussel, in 1904 werd hij lid van de staatscommissie voor den Handelsdrijvenden en Industrieëlen Middenstand en in 1908 lid van de Commissie voor Middenstandsenquête.
Nouwens werkte in deze periode aan de oprichting van een bank speciaal voor Katholieke middenstanders. De "Hanzebank" moest middenstanders voor het eerst toegang geven tot krediet. Om in aanmerking te komen voor een overheidssubsidie besloot men pragmatisch om ook niet-katholieken toe te laten tot de bank. Dit was in de lijn van het antwoord op de vraag van Nouwens aan Paus Leo XIII nog voor het oprichten van de middenstandsbond, "als het kan R.K., anders Christelijk".(pagina 80) De bank ging in 1925 failliet, vele middenstanders verloren hun geld. De krant "de Echo van het Zuiden" publiceerde op 18 februari 1925 een uitgebreid verslag van het faillissement. In 1927 fuseerden de resten van de bank met andere banken tot de Nederlandsche Middenstandsbank om uiteindelijk deel te worden van het huidige ING.
Nouwens, adviseur der Hanze te Heeswijk, werd op 31 augustus 1908 benoemd tot ridder in de Orde van Oranje-Nassau.

## Rome
In 1910 werd Nouwens procurator-generaal te Rome. In deze functie woonde hij op het adres Monte Tarpeo 54. Als procurator had hij meerdere audiënties met Paus Pius X die Nouwens' werk voor de middenstand waardeerde en stimuleerde. Nouwens reisde veel en schreef regelmatig artikelen over zijn audiënties in Nederlandse kranten. 
In het het klooster Mariënburg vond, volgens hun eigen journaal, in 1916(pagina 24) "een indrukwekkende plechtigheid plaats in onze kapel. Dr Nouwens diende het H.Doopsel toe aan ene bekeerlinge, eene zeker mejuffrouw Hoitema." 
In 1920 nam hij ten gevolge van zijn zwakke gezondheid ontslag en ging wonen in Merano. Hij werd verordonneerd naar een klooster in Schlägl te komen, wat hij, onderbouwd met een voorschrift van de dokter, om gezondheidsredenen weigerde. Als gevolg van geruchten voelde hij zich gedwongen in 1923 uit te treden. Wat de daadwerkelijke reden van Nouwens aanvraag voor reductie ad statum laicalem was is onduidelijk. Het lijkt er op dat de vermeende relatie met Mary Ann van Hoytema, en dus schending van het celibaat, gebruikt is als een eenvoudig excuus terwijl er een groter geheim achter zit.

## Merano en toerisme
In Merano was prof. dr. Johann Josef Nouwens actief bij het ontwikkelen van het toerisme van de stad en de regio Zuid-Tirol. Hij woonde vanaf 1922 in een villa met de naam Saxifraga, tegenwoordig een luxe restaurant. Na de watersnoodramp van 1953 gaf Nouwens een reeks lezingen om zo circa fl. 100.000,- aan steun op te halen.   
Na de Tweede Wereldoorlog normaliseerde de vertroebelde relatie met de abdij in Heeswijk langzaam. Via zijn goede contacten met zijn "neef" en abdijgenoot O. Praem. Florentinus (Huub van Bavel) worden zijn archieven overgedragen aan de abdij. In aanvulling op zijn eerdere testament uit 1915 beloofde hij dat na zijn dood ook zijn luxe villa zal toekomen aan de abdij.
Op 20 januari 1968 overleed hij te Merano waar hij begraven werd samen met zijn eerder overleden levenspartner Mary Ann van Hoytema.
In een artikel geschreven na zijn dood schreef Alphons W. v.d. Hurk O. Praem.: Johan Nouwens, geboren op een moment, toen de kruitdamp van de zouaven nog maar amper was opgetrokken, heeft zijn leven lang iets gehad van hun vechtlust en verbeten katholieke trouw. Dat weerspiegelde zich heel zijn leven, en het was dezelfde mentaliteit die hij destijds fixeerde in een voor hemzelf gekozen strijdkreet: “Sempre avanti, l’occio al Christo”! te vertalen als “Immer vooruit, met het oog op Christus”!

## Archief en onderzoek
In de jaren na zijn dood wordt onderzoek gedaan in zijn persoonlijk archief dat in 2019 openbaar werd gemaakt. Zo werd de geheimzinnige kwestie over zijn uittrede beschreven als illustratie in een artikel over de Romeinse Curie.
De documenten die betrekking hebben op de exacte reden tot de uittreding in 1923 bleken na zijn dood zorgvuldig vernietigd. In een brief van juli 1970:(pagina 50/51)
 "Uit al die brieven is niet af te leiden wat de eigenlijke oorzaak is. ... Toch blijkt uit de brieven van Nouwens dat er twee personen zijn die kennis hebben van de werkelijke oorzaak van zijn val, n.l. Prior Ondersteijn en Abt Schächinger. Aan de laatste vraagt hij alles wat betrekking heeft op het geheim te verbranden. Prior Ondersteijn vraagt hij uitdrukkelijk het grote geheim toch nooit te openbaren. Hij spreekt zijn grote angst uit dat het ooit openbaar zou worden. Nu ontbreken hier in het archief inderdaad juist de stukken en brieven welke binnengekomen zijn tussen januari 1920 en de komst van prelaat Noots. Nu zijn naderhand hier in het archief stukken terecht gekomen van het H.Officie, waar in zijn veroordeling wordt vermeld. Ik heb deze stukken ook doorgenomen en weet nu wat zijn geheim is. Maar daar dit een zuivere gewetenskwestie is, geloof ik dat men daarvan niet zomaar gebruik kan maken. Waarom zou men de goede naam van iemand moeten schaden? ... Naar mijn mening moeten wij deze zaak van vijftig jaren geleden laten rusten. Wat hebben wij eraan de nagedachtenis van iemand te schenden?" 